# 東根尾村
東根尾村（ひがしねおむら）はかつて岐阜県本巣郡に存在した村である。かつての根尾村の東部に該当する。

## 概況
- 根尾川の上流部、根尾東谷川沿いの村である。
- 北は福井県と接し、東は武儀郡、山県郡と接する。

## 歴史
- 467年（雄略天皇11年）頃：男大迹王（後の継体天皇）がこの地を去る時、檜隈高田皇子（宣化天皇）の産殿を焼き払い、その跡に1本の桜の苗木を植える[1]。
- 江戸時代、この地域は本巣郡であり、大垣藩領であった。
- 1897年（明治30年）4月1日 - 小鹿村、松田村、上大須村、下大須村、板所村、板屋村、口谷村、奥谷村が合併し発足。
- 1904年（明治37年）4月1日 - 中根尾村、西根尾村と合併し、根尾村となる。同日東根尾村廃止。

## 交通
- 合併前は鉄道がなかったが、合併後、樽見鉄道の樽見線の延長に伴い、旧村域には以下の駅が開業している。
  - 樽見駅

## 教育
- 大須尋常小学校　（後の根尾村立大須小学校）
- 大須尋常小学校上大須分教場　（後の根尾村立大須小学校上大須分校）
- 奥谷尋常小学校　（後の根尾村立奥谷小学校）
- 松田尋常小学校（後の根尾村立松田小学校）
- 松田尋常小学校小鹿分教場　（1905年廃校）

## 神社・仏閣
- 白山神社　（樽見。県指定重要無形民俗文化財「樽見の十一日祭」が行われる。）
- 専念寺

## その他
- 淡墨桜
- 菊花石